# Guglielmo I di Meißen
Guglielmo I di Meißen, detto il Guercio (in lingua tedesca Wilhelm I. der Einäugige), (Dresda, 19 dicembre 1343 – Grimma, 9 febbraio 1407), fu margravio di Meißen dal 1382 fino alla morte. Inoltre, congiuntamente con i fratelli fu langravio di Turingia e conte palatino di Sassonia e di Turingia.

## Biografia
Il suo soprannome è legato alla leggenda, secondo la quale san Bennone gli sarebbe apparso in sogno e, per la sua lite contro la Chiesa, gli avrebbe cavato un occhio. Era figlio di Federico II di Meißen e di Matilde di Baviera.
Alla morte del padre egli fu preso sotto tutela dal fratello Federico, che successe al padre nella signoria del margraviato. Raggiunta la maggior età si affiancò nel governo del margraviato ai fratelli Federico e Baldassarre, che si alternavano nella carica ogni due anni. Alla morte di Federico, avvenuta nel 1381, gli toccò la parte residua dell'eredità paterna, secondo la suddivisione di Chemnitz, accordo con il fratello Baldassarre di Turingia e Meißen ed i nipoti Federico I di Sassonia, Guglielmo II di Meißen e Giorgio, figli di Federico II,  cioè il margraviato di Meißen. Dal 1395 egli amministrò anche, in qualità di Statthalter di Giobbe di Moravia, la Marca di Brandeburgo.
Guglielmo fu uno dei più dinamici principi della casata di Wettin, operò sagacemente nella rimozione dei poteri della piccola signoria all'interno del suo margraviato e nella difesa del casato boemo dei Lussemburgo. Inoltre acquisì la signoria di Colditz, ebbe la ricca proprietà del burgraviato di Dohna, che acquistò per sé e fu un grande benefattore del duomo di Meißen, aiutandolo con successo ad ottenere l'Esenzione. Nel 1401 egli acquistò i primi tre vigneti a Lößnitz, che costituirono, nei successivi quasi 500 anni, i vigneti di corte dei Wettin. Nel 1404 finanziò il convento agostiniano di Dresda, assegnandogli anche delle proprietà.
A seguito delle elevate spese del margravio, che, fra l'altro, erano anche state causate dall'occupazione della rocca di Dohna, il territorio e la popolazione furono gravati in gran misura. Oltre a particolari aggravi fiscali, si ebbe un crescente peggioramento dell'economia, attraverso un considerevole deterioramento del titolo di argento delle monete della zecca dei Wettin. Fu solo nel 1412 che Federico I di Sassonia riuscì a ristabilirne il valore.

## Matrimonio e discendenza
Guglielmo si sposò due volte:
con Elisabetta di Moravia († 1400), dalla quale non ebbe figli e dopo la cui morte sposò Anna di Braunschweig, ma anche da quest'ultima non ebbe figli. La sua eredità quindi andò ai tre nipoti, figli dei fratelli Baldassarre e Federico.

## Ascendenza
|                                   |                            |                                | Genitori                |  |  | Nonni |  |  | Bisnonni             |  |  | Trisnonni            |  |
|                                   |                            |                                |                         |  |  |       |  |  | Alberto II di Meißen |  |  | Enrico III di Meißen |  |
|                                   |                            |                                |                         |  |  |       |  |  | Alberto II di Meißen |  |  | Enrico III di Meißen |  |
|                                   |                            | Costanza d'Austria             |                         |  |  |       |  |  | Alberto II di Meißen |  |  |                      |  |
| Federico I di Meißen              |                            |                                |                         |  |  |       |  |  | Alberto II di Meißen |  |  |                      |  |
|                                   |                            | Margherita di Sicilia          | Federico II di Svevia   |  |  |       |  |  |                      |  |  |                      |  |
|                                   |                            | Margherita di Sicilia          | Federico II di Svevia   |  |  |       |  |  |                      |  |  |                      |  |
|                                   |                            | Margherita di Sicilia          | Isabella d'Inghilterra  |  |  |       |  |  |                      |  |  |                      |  |
| Federico II di Meißen             |                            | Margherita di Sicilia          |                         |  |  |       |  |  |                      |  |  |                      |  |
|                                   |                            | Otto IV di Lobdeburg-Arnsgauck | …                       |  |  |       |  |  |                      |  |  |                      |  |
|                                   |                            | Otto IV di Lobdeburg-Arnsgauck | …                       |  |  |       |  |  |                      |  |  |                      |  |
|                                   |                            | Otto IV di Lobdeburg-Arnsgauck | …                       |  |  |       |  |  |                      |  |  |                      |  |
| Elisabetta di Lobdeburg-Arnshaugk |                            | Otto IV di Lobdeburg-Arnsgauck |                         |  |  |       |  |  |                      |  |  |                      |  |
|                                   |                            | …                              | …                       |  |  |       |  |  |                      |  |  |                      |  |
|                                   |                            | …                              | …                       |  |  |       |  |  |                      |  |  |                      |  |
|                                   |                            | …                              | …                       |  |  |       |  |  |                      |  |  |                      |  |
| Guglielmo I di Meißen             |                            | …                              |                         |  |  |       |  |  |                      |  |  |                      |  |
|                                   | Ludovico II del Palatinato | Ottone II di Baviera           |                         |  |  |       |  |  |                      |  |  |                      |  |
|                                   | Ludovico II del Palatinato | Ottone II di Baviera           |                         |  |  |       |  |  |                      |  |  |                      |  |
|                                   | Ludovico II del Palatinato | Agnese del Palatinato          |                         |  |  |       |  |  |                      |  |  |                      |  |
| Ludovico il Bavaro                | Ludovico II del Palatinato |                                |                         |  |  |       |  |  |                      |  |  |                      |  |
|                                   |                            | Matilde d'Asburgo              | Rodolfo I d'Asburgo     |  |  |       |  |  |                      |  |  |                      |  |
|                                   |                            | Matilde d'Asburgo              | Rodolfo I d'Asburgo     |  |  |       |  |  |                      |  |  |                      |  |
|                                   |                            | Matilde d'Asburgo              | Gertrude di Hohenberg   |  |  |       |  |  |                      |  |  |                      |  |
| Matilde di Baviera                |                            | Matilde d'Asburgo              |                         |  |  |       |  |  |                      |  |  |                      |  |
|                                   |                            | Bolko I di Świdnica            | Boleslao II di Slesia   |  |  |       |  |  |                      |  |  |                      |  |
|                                   |                            | Bolko I di Świdnica            | Boleslao II di Slesia   |  |  |       |  |  |                      |  |  |                      |  |
|                                   |                            | Bolko I di Świdnica            | Edvige di Anhalt        |  |  |       |  |  |                      |  |  |                      |  |
| Beatrice di Slesia-Glogau         |                            | Bolko I di Świdnica            |                         |  |  |       |  |  |                      |  |  |                      |  |
|                                   |                            | Beatrice del Brandeburgo       | Ottone V di Brandeburgo |  |  |       |  |  |                      |  |  |                      |  |
|                                   |                            | Beatrice del Brandeburgo       | Ottone V di Brandeburgo |  |  |       |  |  |                      |  |  |                      |  |
|                                   |                            | Beatrice del Brandeburgo       | …                       |  |  |       |  |  |                      |  |  |                      |  |
|                                   |                            | Beatrice del Brandeburgo       |                         |  |  |       |  |  |                      |  |  |                      |  |